# 世界真細小
《世界真細小》是香港填詞人黃霑根據迪士尼樂園的英文歌〈小小世界〉填詞而成。歌曲膾炙人口，一句「世界真細小小小，小得真奇妙妙妙」在香港及广东等粤语地区深入民心。後來推出了國語版，歌詞有幾處分別。

## 創作背景
1975年（一作1973年），迪士尼樂園表演團來港演出，為照顾不懂英语的观众，推出音樂劇的粵語版。填詞人黃霑與作家林燕妮開設的黃與林廣告接下這個項目，黃霑負責填詞，林燕妮譯寫對白；並由百代公司（EMI）錄音，Michel Grilikhes監制，關菊英、陈欣健、張武孝、仙杜拉、華娃、韋秀嫻、黎小田等歌手演唱。演出后，多首歌曲（包括《世界真細小》）都流行一時。1975年，百代唱片為四朵金花發行大碟《四朵金花：世界真細小·歡笑樂園開心地》，此曲收錄其中。

## 評價
歌詞以當時香港流行的三及第文體寫成，如俗的「實在真係細世界」揉合雅的「萬里難隔阻」；有論者批評「嬌小而妙俏」一句屬於情歌對女性的形容，放在兒歌中，語感顯得突兀。
詞評人黃志華稱之為信達雅譯詞的佳例，因為它貼近原意和協音之餘「又朗朗上口」；而且副歌部分有頂真有疊字，比原詞「還多了些變化」。
黃霑則自評不算太好的兒歌，因為有倒字、意思太深和歌詞太長:368。

## 版本
| 年份 | 歌手                                               | 專輯                       | 語言                                                                                       |
| ---- | -------------------------------------------------- | -------------------------- | ------------------------------------------------------------------------------------------ |
| 1975 | 四朵金花                                           | 四朵金花                   | 粵語                                                                                       |
| 1975 | 鳳飛飛                                             | 巧合                       | 國語                                                                                       |
| 1975 | 楊雅卉                                             | 我的家                     | 國語                                                                                       |
| 1975 | 甄妮                                               | 愛情四重彩、王昭君         | 粵語                                                                                       |
| 1976 | 甄妮                                               | 海邊的故事                 | 國語                                                                                       |
| 1982 | 關正傑、官塘兒童合唱團                             | 關正傑演唱會               | 粵語                                                                                       |
| 1990 | 黃霑                                               | 百無禁忌黃霑作品集         | 國語                                                                                       |
| 1993 | 熊熊合唱團                                         | 小小幼稚園                 | 粵語                                                                                       |
| 1995 | 馬來西亞童星王雪晶                                 | 王雪晶 金裝民謠            | 國語（佚名填詞人改編，只沿用了一句「世界真正小小小，小得真奇妙妙妙」，與其他國語版不同。） |
| 1998 | 張小英                                             | 長青戀曲                   | 國語                                                                                       |
| 2002 | 張衛健                                             | 機靈反斗小王子             | 粵語                                                                                       |
| 2005 | Twins、梁洛施、Boy'z、關智斌、鄭希怡、Hanjin (Rap) | 香港迪士尼樂園開幕紀念大碟 | 粵語                                                                                       |
| 2005 | 小紫荊兒童合唱團                                   | 快樂兒歌                   | 粵語                                                                                       |

## 其他
長年致力於兒歌填詞的鄭國江表示，此詞啟發了他寫兒歌《小時候》。
2004年11月，黃霑逝世；一個月后，黃霑紀念專輯《笑傲歌坛 黄霑传世经典》發行，《世界真細小》收錄其中。
香港迪士尼樂園的遊樂設施小小世界在2008年4月28日開幕，國粵語版主題曲由楊千嬅和光良演唱，當中沿用了黃霑版的幾句歌詞，其餘部分則由林夕和陳少琪重新填寫。同時香港迪士尼樂園因《世界真細小》的價值和影響力（港人集體回憶），在樂園開幕禮上向黃霑追頒致敬牌匾。
中国大陆的灑水車在工作时会用喇叭播放此歌曲，与台湾校园民歌《兰花草》同为常见曲目。
台湾的部分公交车也将该歌曲作为下车铃的音乐。

## 参見
- 小小世界

## 外部連結
- 香港迪士尼官方網站：小小世界